# Юхас, Роланд
Ро́ланд Ю́хас (венг. Juhász Roland; 1 июля 1983, Цеглед, Венгрия) — венгерский футболист, игравший на позиции защитника.

## Карьера

### Клубная
Воспитанник клуба МТК. За МТК выступал с 1999 по 2005 годы с полугодичным перерывом в 2002 году, когда выступал на правах аренды за БКВ. Роланд Юхас становился с МТК чемпионом, обладателем кубка и суперкубка страны. В 2005 году Юхас был признан молодым игроком года в Венгрии.
С 2005 года защитник выступает за «Андерлехт». За бельгийскую команду Юхас дебютировал 13 сентября 2005 года в матче Лиги чемпионов против «Челси».
В следующем розыгрыше Лиги чемпионов защитник забил свой первый гол за бельгийский клуб (1 ноября 2006 года в ворота «Милана»).
В составе «Андерлехта» Роланд Юхас выигрывал кубок и неоднократно — суперкубок и чемпионат страны.

### В сборной
За сборную Венгрии Роланд Юхас дебютировал 25 апреля 2004 года
22 августа 2007 года защитник забил первый в своей карьере гол за национальную сборную — в отборочном матче к чемпионату Европы против итальянцев. В составе сборной Венгрии Юхас принимал участие в отборочных турнирах к двум чемпионатам Европы (2008 и 2012) и трём чемпионатам мира (2006, 2010 и 2014). Входит в пятёрку лидеров по количеству проведённых матчей за всю историю сборной Венгрии.

## Достижения

### Командные
МТК
- Чемпион Венгрии: 2002/03
- Обладатель Кубка Венгрии: 1999/00
- Обладатель Суперкубка Венгрии: 2003

«Андерлехт»
- Чемпион Бельгии (4): 2005/06, 2006/07, 2009/10, 2011/12
- Обладатель Кубка Бельгии: 2007/08
- Обладатель Суперкубка Бельгии (4): 2006, 2007, 2010, 2012

«Видеотон»
- Чемпион Венгрии: 2017/18

### Личные
- Молодой игрок года в Венгрии: 2005
- Футболист года в Венгрии (3): 2008, 2009, 2014